# Maria Pia Cosma
Maria Pia Cosma (1970) es una bióloga italiana, doctora en genética celular y molecular por la Universidad de Nápoles Federico II. Desde 2010 es miembro de la Institución Catalana de Investigación y Estudios Avanzados (ICREA) y lidera un grupo de investigación en el Centro de Regulación Genómica de Barcelona (CRG) sobre los mecanismos que controlan la reprogramación de las células madre adultas con el fin de determinar su capacidad de regenerar tejidos y órganos dañados. Entre 2009 y 2015 fue Investigadora Asociada Honorífica en el CNR y, previamente Investigadora Asociada en el Instituto Telethon de Genética y Medicina (TIGEM) de Nápoles.
En el ámbito universitario, entre 1997 y 2000 realizó el Marie Curie Postdoc en el Instituto de Investigación de Patología Molecular de Viena y en el año 2000 se doctoró en Genética Celular y Molecular por la Universidad Federico II de Nápoles. Posteriormente, entre 2004 y 2010, fue profesora numeraria de la European School of Molecular Medicine, en Milán. Asimismo, Pía Cosa ha sido Científica Invitada en muchas universidades de Estados Unidos y ha impartido conferencias en los congresos científicos e institutos de investigación de referencia mundial.
Entre sus áreas de trabajo más destacadas está la que analiza la retinosis pigmentaria, la causa más común de ceguera de origen genético en personas adultas. El grupo liderado por Cosma disecciona los mecanismos y factores que controlan la reprogramación de células somáticas y la regeneración de tejidos en mamíferos. Recientemente han demostrado que la reprogramación in vivo de neuronas y hepatocitos después de la fusión con células progenitoras y células madre hematopoyéticas es un mecanismo para la regeneración de tejidos.

## Reconocimientos
A lo largo de su carrera ha obtenido diversos premios y reconocimientos2 nacionales e internaciones, como el EMBO Young Investigator (YIP), en 2003; el Marie Curie Excellence Award en 2005; el Premio "Vanguardia de la Ciencia", en 2014; y el Premio Ciudad Barcelona de Ciencias de la Vida en 2015.
Entre los reconocimientos, Pía Cosma logró la Beca ERC (European Research Council) en 2009 y la Beca HFSP (Human Frontier Science Program) en 2010. Asimismo, es miembro del consejo del European Molecular Biology Organization (EMBO) desde 2010, coordinadora de H2020 FET-Open desde 2016 y la Fundació LaCaixa le concedió una beca de investigación en 2018.
Por último, Cosma recibió en 2007 la Orden del Mérito de la República Italiana,[cita requerida] la máxima condecoración del Estado italiano, solo por detrás del Gran Cordone, que se da a los jefes de Estado.